# Gibson Les Paul
Gibson Les Paul — електрогітара, що визнана одним із символів рок-музики в усьому світі. Бувши першою електрогітарою Gibson з суцільним корпусом, розробленою на початку 1950 Тедом Маккарті спільно з гітаристом Лесом Полом є однією з найбільш довгоживучих і популярних моделей музичних інструментів у світі.

## Історія

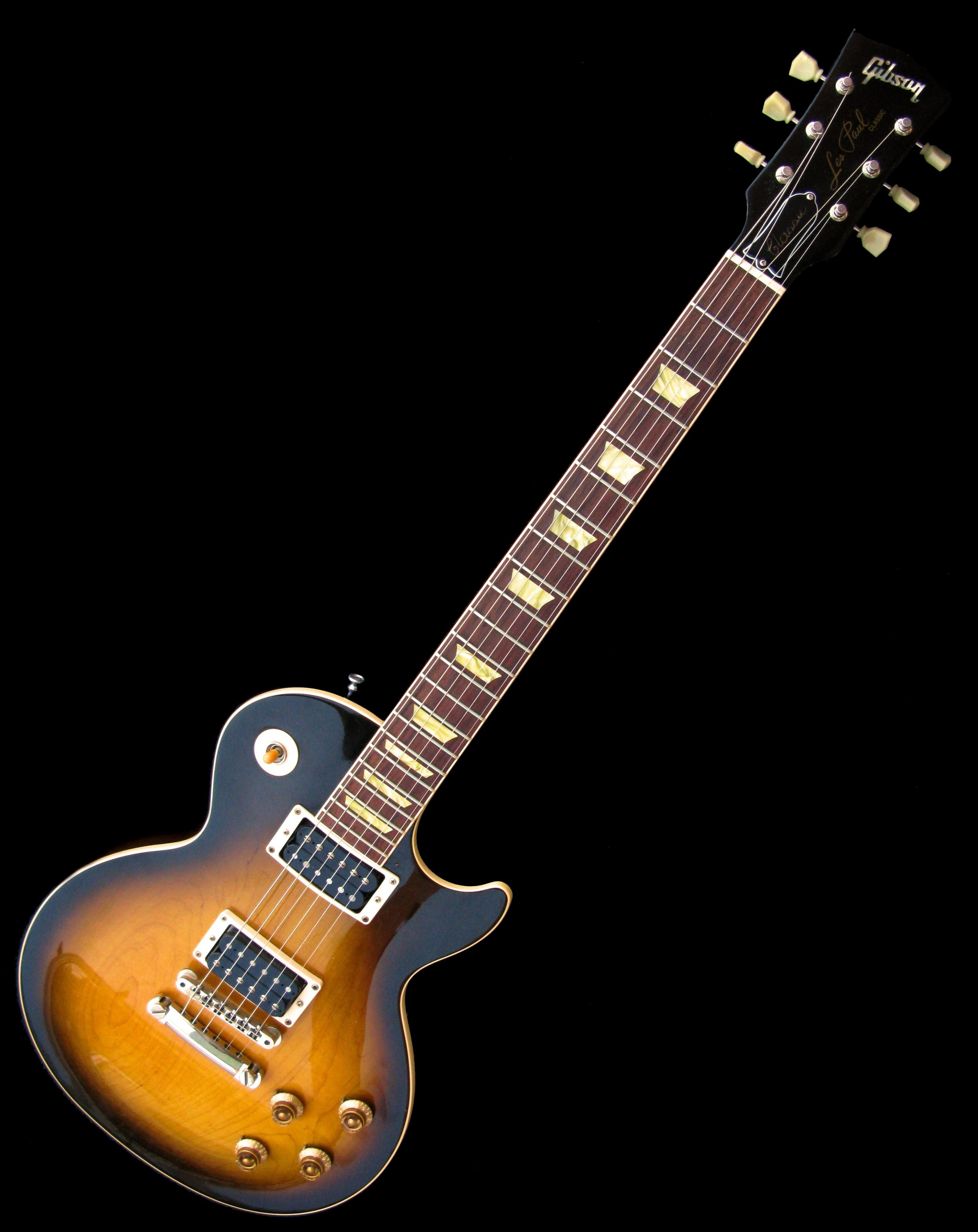
Gibson Les Paul Classic

Молодий музикант і винахідник Лес Пол в 1930-х роках шукав шляхи вдосконалення звичайної гітари. Часто модернізація вдавалася електричними «наворотами» акустичних інструментів. Недоліком цієї конструкції є виникнення неоднозначного зворотного зв'язку через великі обсяги резонатора. З цієї причини Лес Пол вніс зміни до своєї гітари, посиливши елементи гітари. Це дало велику схожість зі звичайною акустичної гітарою, але вона стала жорсткішою. Ця гітара отримала чистий електричний звук без проблем зі зворотним зв'язком. Після цього Лес успішно грав на гітарі в живому виконанні, і він представив компанію в 1946 році Гібсону, сподіваючись на масове виробництво. Гібсон відхилив винахід з коментарем, що вони не мають можливості робити такі звукознімачі.
Її винайшли, щоб зробити звук гітари голоснішим і чіткішим, але при збільшенні потужності лампового підсилювача вийшов зовсім інший звук. 